# Campecha semirasa
Campecha semirasa är en insektsart som beskrevs av Fowler 1899. Campecha semirasa ingår i släktet Campecha och familjen dvärgstritar. Inga underarter finns listade i Catalogue of Life.